# 納沙爾
納沙爾，是馬耳他的市镇，位於馬爾他島中北部，距離首都瓦萊塔10公里。市镇面積为11.6平方公里，2014年人口数量为14,890人。

## 外部連結
- 官方网站  （英文）
- SDC Museum （页面存档备份，存于） （英文）